# Athyrium drepanopteroides
Athyrium drepanopteroides är en majbräkenväxtart som beskrevs av Fraser-jenk. Athyrium drepanopteroides ingår i släktet Athyrium och familjen Athyriaceae. Inga underarter finns listade.